# 고바야시 스미오
고바야시 스미오(일본어: 小林純生, 1982년 12월 29일 ~ )는 일본의 클래식 작곡가로서 미에현 출신이다.
그의 곡은 언어학자로서의 그의 지식을 바탕으로 한 것으로 알려져 있다. 요지 유아사, 이토 히로유키와 함께 공부했고, 윤이상 국제 작곡상에서 특별상, 도루 타케미쓰 작곡상 2등, BMIMF 2016 작곡 컴페티션에서 1등, 그리고 폴란드의 2016년 브로츠와프 유럽 문화 수도 음악제(EUROPEAN CAPITAL OF CULTURE WROCŁAW 2016)에서 1등상을 수상했다. 다케후 국제음악제, 통영국제음악제, 그리고 바이마르 춘계 현대 음악제 등에서 그의 작품이 연주되었다.